# Liste des personnes ayant obtenu un Emmy, un Grammy, un Oscar et un Tony
Cette page dresse la liste des personnes ayant obtenu un Emmy, un Grammy, un Oscar et un Tony. Le terme est souvent abrégé sous l'acronyme « EGOT » (ou alternativement « GATE » avec le A pour Academy Awards, le nom officiel des Oscars),.
Ce sont les quatre récompenses majeures remises aux États-Unis dans le domaine du divertissement culturel, respectivement pour la télévision, la musique, le cinéma et le théâtre. Remporter les quatre trophées est considéré comme un grand honneur et on dit que le lauréat a fait le « grand chelem du show business,. »

## Lauréats
Légende :
TC : l'artiste a remporté la « Triple couronne des acteurs » (Triple Crown of Acting) avec un Emmy, un Oscar et un Tony.
(2) : entre parenthèses sont indiqués le cas échéant combien de trophées l'artiste a remporté dans chaque cérémonie.
 (♕) : l'artiste a remporté, en plus d'un trophée compétitif, un ou plusieurs trophées honoraires ou spéciaux, par exemple le Special Tony Award, le Grammy Legend Award ou l'Oscar d'honneur.

### Lauréats des quatre trophées
NB : Sur ces vingt et une personnes, deux ont également remporté le Prix Pulitzer : Marvin Hamlisch et Richard Rodgers.
| Nom                | EGOT complet en | Emmy         | Grammy    | Oscar    | Tony          |
| ------------------ | --------------- | ------------ | --------- | -------- | ------------- |
| Richard Rodgers    | 1962 (17 ans)   | 1962         | 1960 (2)  | 1945     | 1950 (6 ; 3♕) |
| Helen HayesTC      | 1977 (45 ans)   | 1953         | 1977 (2)  | 1932 (2) | 1947 (2 ; ♕)  |
| Rita MorenoTC      | 1977 (16 ans)   | 1977 (2)     | 1972      | 1961     | 1975          |
| John Gielgud       | 1991 (30 ans)   | 1991         | 1979      | 1981     | 1961 (♕)      |
| Audrey Hepburn     | 1994 (41 ans)   | 1993         | 1994      | 1953 (♕) | 1954 (♕)      |
| Marvin Hamlisch    | 1995 (23 ans)   | 1995 (4)     | 1974 (4)  | 1973 (3) | 1976          |
| Jonathan Tunick    | 1997 (20 ans)   | 1982         | 1988      | 1977     | 1997          |
| Mel Brooks         | 2001 (34 ans)   | 1967 (4)     | 1998 (3)  | 1968     | 2001 (3)      |
| Mike Nichols       | 2001 (40 ans)   | 2001 (4)     | 1961      | 1967     | 1964 (9)      |
| Whoopi Goldberg    | 2002 (17 ans)   | 2002 (2 ; ♕) | 1985      | 1990     | 2002          |
| Scott Rudin        | 2012 (28 ans)   | 1984         | 2012      | 2007     | 1994 (8)      |
| Robert Lopez       | 2014 (10 ans)   | 2007         | 2012      | 2014     | 2004          |
| John Legend        | 2018 (12 ans)   | 2018         | 2006 (10) | 2015     | 2017          |
| Andrew Lloyd Weber | 2018 (38 ans)   | 2018         | 1980 (3)  | 1997     | 1980 (6)      |
| Tim Rice           | 2018 (38 ans)   | 2018         | 1980 (5)  | 1993 (3) | 1980 (3)      |
| Alan Menken        | 2020 (30 ans)   | 2020         | 1991 (11) | 1989 (8) | 2012          |
| Jennifer Hudson    | 2022 (17 ans)   | 2006         | 2009 (2)  | 2007     | 2022          |
| Viola Davis        | 2023 (22 ans)   | 2015         | 2023      | 2017     | 2001 (3)      |
| Elton John         | 2023 (36 ans)   | 2023         | 1987 (6)  | 1994 (2) | 2000          |
| Benj Pasek         | 2024 (7 ans)    | 2024         | 2018      | 2017     | 2017          |
| Justin Paul        | 2024 (7 ans)    | 2024         | 2018      | 2017     | 2017          |

### Lauréats avec un trophée honoraire
Les récipiendaires suivants ont remporté les EGOT mais avec un des trophées remis de façon honoraire ou au cours d'une occasion spéciale (donc pas dans une catégorie compétitive comme meilleur(e) acteur/actrice, etc.).
| Nom              | EGOT complet en | Emmy     | Grammy                     | Oscar                   | Tony                      |
| ---------------- | --------------- | -------- | -------------------------- | ----------------------- | ------------------------- |
| Barbra Streisand | 1970 (5 ans)    | 1965 (4) | 1963 (10)                  | 1968 (2)                | 1970 (Special Tony Award) |
| Liza Minnelli    | 1990 (25 ans)   | 1973     | 1990 (Grammy Legend Award) | 1972                    | 1965 (3)                  |
| James Earl Jones | 2011 (42 ans)   | 1991 (2) | 1977                       | 2011 (Oscar d'honneur)  | 1969 (2)                  |
| Harry Belafonte  | 2014 (60 ans)   | 1960     | 1961 (3)                   | 2014 (Prix humanitaire) | 1954                      |
| Quincy Jones     | 2016 (52 ans)   | 1977     | 1964 (28)                  | 1994 (Prix humanitaire) | 2016                      |

## Lauréats de trois trophées
Légende : 
† — La personne est morte et ne peut donc plus prétendre à un quatrième trophée.
 TC — La personne a remporté la « Triple couronne des acteurs » (Triple Crown of Acting) avec un Emmy, un Oscar et un Tony.
Les personnes suivantes ont remporté chacune trois des quatre récompenses. On dit alors qu'ils sont « 3GOT », chacune des combinaisons étant EGO, TOE, GOT et GET.
Manque un Tony Award (EGO) :
1. John Addison†
2. Adele
3. Kristen Anderson-Lopez
4. Julie Andrews[9]
5. Burt Bacharach†
6. Alan Bergman
7. Marilyn Bergman†
8. Jon Blair
9. George Burns†
10. Cher
11. Common
12. Ray Dolby†[10]
13. Eminem
14. Lady Gaga
15. James Gay-Rees
16. Michael Giacchino
17. H.E.R.
18. James Moll
19. Randy Newman
20. Sid Ramin†[a]
21. Trent Reznor
22. Martin Scorsese
23. Barbra Streisand[b]
24. Peter Ustinov†
25. John Williams
26. Robin Williams†
27. Kate Winslet

Manque un Grammy Award (TOE) :
1. Jack Albertson†, TC
2. Anne Bancroft†, TC
3. Ingrid Bergman†, TC
4. Shirley Booth†, TC
5. Ralph Burns†
6. Ellen BurstynTC
7. Melvyn Douglas†, TC
8. Bob Fosse[c]†
9. Jeremy IronsTC
10. Jessica LangeTC
11. Liza Minnelli[d]
12. Helen MirrenTC
13. Thomas Mitchell[e]†, TC
14. Al PacinoTC
15. Christopher Plummer[f]†,TC
16. Vanessa RedgraveTC
17. Jason Robards†, TC
18. Geoffrey RushTC
19. Paul Scofield†, TC
20. Maggie Smith†, TC
21. Maureen Stapleton†, TC
22. Peter Stone†
23. Jessica Tandy†, TC
24. Tony Walton[g]†TC

Manque un Emmy Award (GOT) :
1. Henry Fonda†
2. Oscar Hammerstein II†
3. Alan Jay Lerner†
4. Frank Loesser†
5. Stephen Sondheim†
6. Jule Styne†

Manque un Oscar (GET) :
1. Harry Belafonte†
2. Leonard Bernstein†
3. Martin Charnin†
4. Cy Coleman†
5. Fred Ebb†
6. Cynthia Erivo
7. Anne Garefino
8. Julie Harris†
9. Hugh Jackman
10. James Earl Jones[h]†
11. John Kander
12. Cyndi Lauper
13. Lin-Manuel Miranda
14. John McDaniel
15. Cynthia Nixon
16. Trey Parker[i]
17. Ben Platt
18. Marc Shaiman
19. Matt Stone
20. Charles Strouse
21. Lily Tomlin
22. Dick Van Dyke
23. James Whitmore†